# Place Tobie-Robatel
La place Tobie-Robatel est une voie du quartier Saint-Vincent dans le 1er arrondissement de Lyon, en France.

## Situation et accès
Elle est formée d'une rue qui débute rue d'Algérie, dans la continuité de la rue Lanterne, et se termine rue de la Martinière en face du lycée La Martinière. La circulation est dans le sens de la numérotation et à double-sens cyclable.
Elle est desservie par les lignes  C13 C18  avec un arrêt Terreaux Tobie Robatel. Les bus possèdent une voie en site propre qui sert aussi de bande cyclable pour circuler dans le sens inverse de la numérotation, c'est-à-dire entre la rue de la Martinière et la rue d'Algérie.
La place en elle-même est située face à la rue des Augustins et sert de place de stationnement.

## Origine du nom
Tobie Robatel (1850-1925) est un ancien élève de la Martinière et de l'école centrale. En 1878, il se marie avec la fille de l'industriel Benoît Buffaud dont l'entreprise devient Buffaud & Robatel. Il est ensuite président de la chambre syndicale de la métallurgie, décoré de la médaille d'or de la mutualité et fait commandeur de la Légion d'Honneur.

## Histoire
Une partie de la place, située sur le tènement du monastère des Grands Carmes, est connue anciennement sous le nom de cour des Carmes,.
Après la suppression du couvent des Carmes, une voie est ouverte au nord entre la cour et la ruelle des Auges,. L'ensemble est nommé de place de la Miséricorde, du nom de la chapelle des Pénitents de la Miséricorde édifiée en 1625 à l'angle de la rue des Augustins et de la cour des Carmes (au niveau de l'actuel 2 place Tobie Robatel) et détruite en 1836,.
Au moment du percement de l'actuelle rue de la Martinière, la place est légèrement agrandie vers l'est par la démolition de l'immeuble situé à l'angle de la rue de la Paix (actuelle place de la Paix).
Elle prend le nom de Tobie-Robatel le 25 novembre 1935 par décision du conseil municipal.
En 2025, la chaussée de la place est désaimantée et réorganisée. Plusieurs arbres supplémentaires sont également plantés.